# Lied
Lied (pronuncia: /liːt/, al plurale Lieder /ˈliːdɐ/) è una parola tedesca, che significa letteralmente "canzone" (o romanza). Tipicamente, i Lieder sono composizioni per voce solista e pianoforte. Talvolta, più Lieder sono uniti in Liederkreise, o "cicli", ossia una serie di canzoni (generalmente tre o più) legate da un singolo tema narrativo. Il compositore più strettamente associato a questo genere musicale è Franz Schubert, che ne compose oltre 900.

## Storia

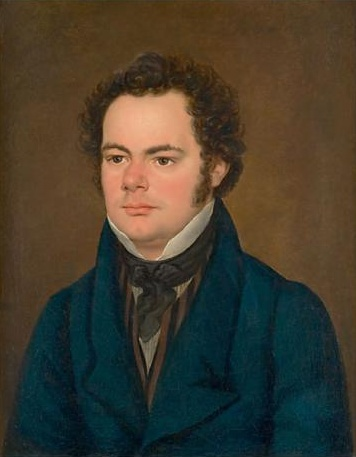
Franz Schubert (1797-1828)

I Lieder più antichi risalgono all'età carolingia e seguono il modello del canto gregoriano. Nel tardo Medioevo si affermò il Lied con accompagnamento strumentale e, in seguito, il Lied polifonico, a tre o quattro voci, basato su melodie popolari o di corte.
Nel Seicento si impose la forma monodica, accompagnata dal basso continuo. La fortuna del Lied si appannò a causa dell'affermarsi, nei paesi di lingua tedesca, dell'opera italiana, nella prima parte del XVIII secolo. Alcuni Lieder furono tuttavia inseriti nelle partiture operistiche, con funzione di arie.
Dopo il 1750, l'interesse per il Lied rinacque progressivamente. L'accompagnamento passò man mano dal basso continuo al pianoforte. La forma del Lied fu accolta anche nel genere operistico tedesco del Singspiel. Nel 1785 Mozart scrisse Das Veilchen, breve brano su testo di Goethe, considerato il primo Lied moderno, precursore di quelli che saranno i Lieder schubertiani.
Nel periodo Romantico si affermò una tipologia popolaresca (il volkstümliches Lied), che sarà coltivata anche dai massimi autori di Lieder dell'Ottocento, a partire da Franz Schubert; essi tuttavia approfondiranno anche il lato espressivo, affidandosi spesso a testi letterari di grande prestigio, quali quelli di Johann Wolfgang von Goethe, Schiller e Heine. Nella seconda metà del secolo, l'accompagnamento sarà talvolta affidato all'orchestra e anche, come nel caso di Das Lied von der Erde di Gustav Mahler il Lied entra a far parte di una sinfonia, integrato in essa.

## Lieder famosi
- Ellens dritter Gesang, conosciuta come Ave Maria, D 839, Op. 52 nº 6, di Franz Schubert
- Wiegenlied, di Johannes Brahms, conosciuta come Ninna nanna, Op. 49, nº 4
- Kindertotenlieder di Gustav Mahler;
- Vier letzte Lieder, di Richard Strauss, op. 150.
- Erlkönig (Il re degli Elfi) di Franz Schubert